# Pordenone (stad)
Pordenone is een plaats in de Italiaanse regio Friuli-Venezia Giulia. Pordenone is hoofdstad van de gelijknamige provincie Pordenone en telde op 31 december 2004 51.044 inwoners, waarvan circa 10% vreemdelingen.
De stad heeft een drietal musea: een kunstmuseum in het Palazzo Ricchieri, een museum voor de wetenschappen en een archeologisch museum, gevestigd in het Castello de la Torre.

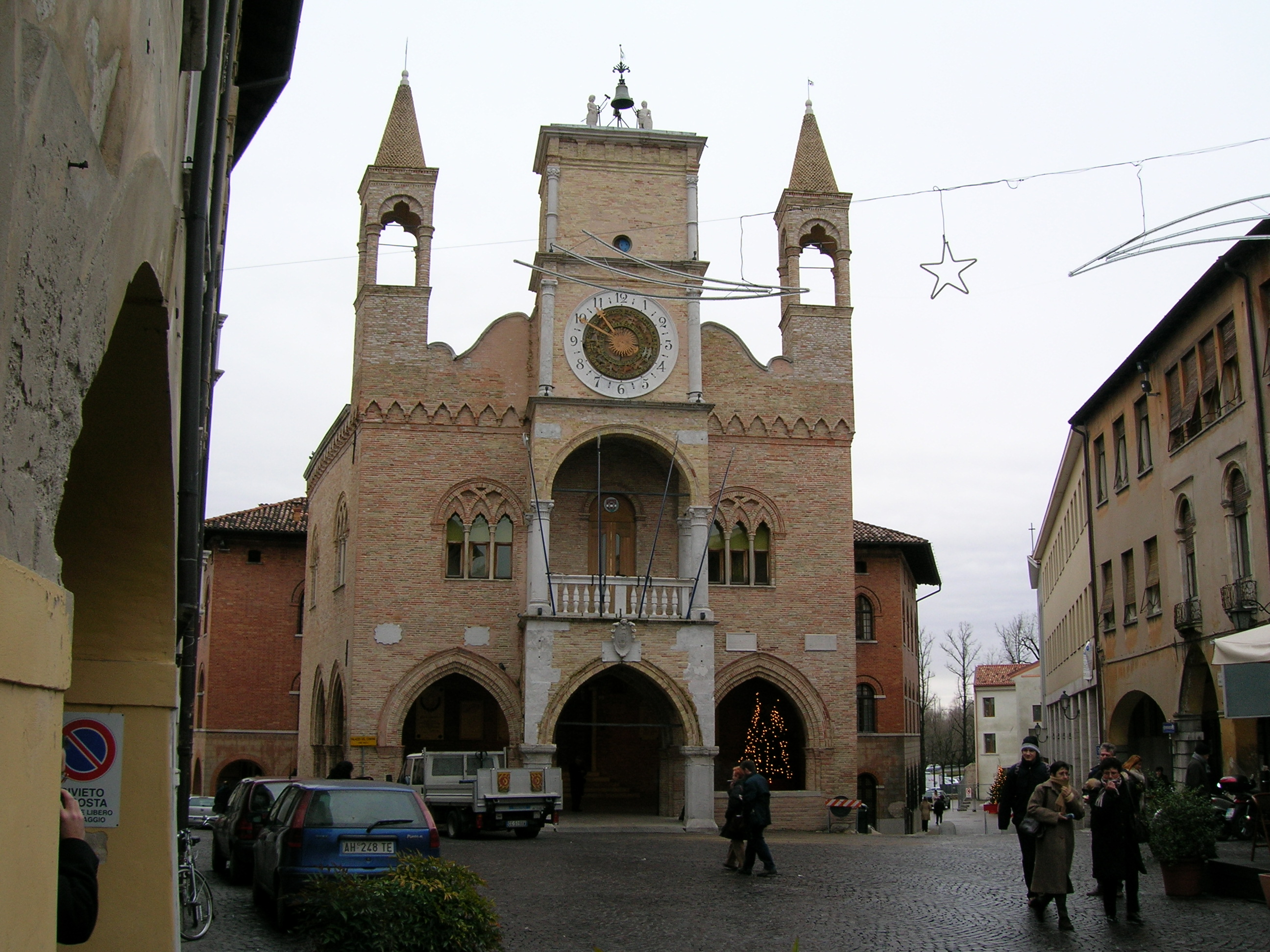
Gemeentehuis van Pordenone

## Geschiedenis
Het oudste gedeelte van de stad stamt uit de Romeinse tijd en is gesitueerd aan de oevers van de rivier Noncello. De Romeinse naam van de rivier was Naone, de stad heette Portus Naonis. Tot de 10e eeuw is er weinig gedocumenteerd over deze nederzetting. Vanaf de 11e eeuw komt het gehele gebied in handen van de hertogen en markiezen van Oostenrijk, Karinthië en Stiermarken.

## Sport
Pordenone Calcio is de betaaldvoetbalclub van Pordenone. Aangezien het eigen stadion ongeschikt is voor profvoetbal, speelt de club haar wedstrijden in het Stadio Friuli in Udine. 

## Geboren
- Odoric van Pordenone (1286-1331), geestelijke en ontdekkingsreiziger
- Luca Rossetti (1976), rallyrijder
- Alex Ranghieri (1987), beachvolleyballer
- Davide Cimolai (1989), wielrenner
- Nicola de Marco (1990), autocoureur